# 粤琴蛙
粤琴蛙（学名：Nidirana guangdongensis），一种分布于中国南方地区的两栖动物，隶属于蛙科琴蛙属。模式产地为中国广东省英德市石门台国家级自然保护区。本种过去长期被鉴定记录为弹琴蛙（Nidirana adenopleura）。

## 形态特征
粤琴蛙体型大，身体细长。雄蛙体长50～58.4毫米，雌蛙体长55.3～59.3毫米。身体背部粗糙，呈红棕色，具白色角质刺，背后部背中线黄色。前肢背面浅棕色，具一黑色纵纹；后肢背面深棕色，具四条黑色横斑。喉部深紫棕色；躯干和四肢腹面乳白色；大腿后部带粉色。